# Paul Harland-priset
Paul Harland-priset, nederländskt pris inom science fiction-genren. Priset har delats ut sedan 1976. Priset hette från början King Kong Award men bytte 1996 namn till Millenniumpriset. Efter den flerfaldige prisvinnaren Paul Harlands död 2003 kom priset att från 2004 få namn efter honom.

## Pristagare
- 1976 Bert Vos
- 1977 Peter Cuijpers
- 1978 Wim Burkunk
- 1979 Tais Teng
- 1980 Bert Vos
- 1983 Gert Kuipers & Jan J.B. Kuipers
- 1984 Paul Harland & Tais Teng
- 1984 Peter Cuijpers
- 1985 Tais Teng
- 1985 Gerben Hellinga Jr
- 1986 Vincent van der Linden
- 1987 Jan J.B. Kuipers
- 1988 Paul Evenblij
- 1989 Tais Teng
- 1980 Paul Harland
- 1991 Peter Cuijpers
- 1992 Paul Harland & Mike Jansen
- 1994 Nico Stikker
- 1995 Paul Harland & Vincent Hoberg
- 1996 Dirk Bontes
- 1997 Jan J.B. Kuipers
- 1998 Henri Achten
- 1999 Sophia Drenth
- 2000 Anne-Claire Verham
- 2001 Paul Evenblij
- 2002 Dirk Bontes
- 2003 Jaap Boekestein
- 2004 Christien Boomsma
- 2005 Auke Pols
- 2006 Christien Boomsma
- 2007 W.J. Maryson
- 2008 Boukje Balder
- 2009 Thomas Olde Heuvelt
- 2010 Kurt Forel
- 2011 Boukje Balder
- 2012 Thomas Olde Heuvelt
- 2013 Esther Scherpenisse
- 2014 Erik Heiser